# Dorfkirche Rockendorf

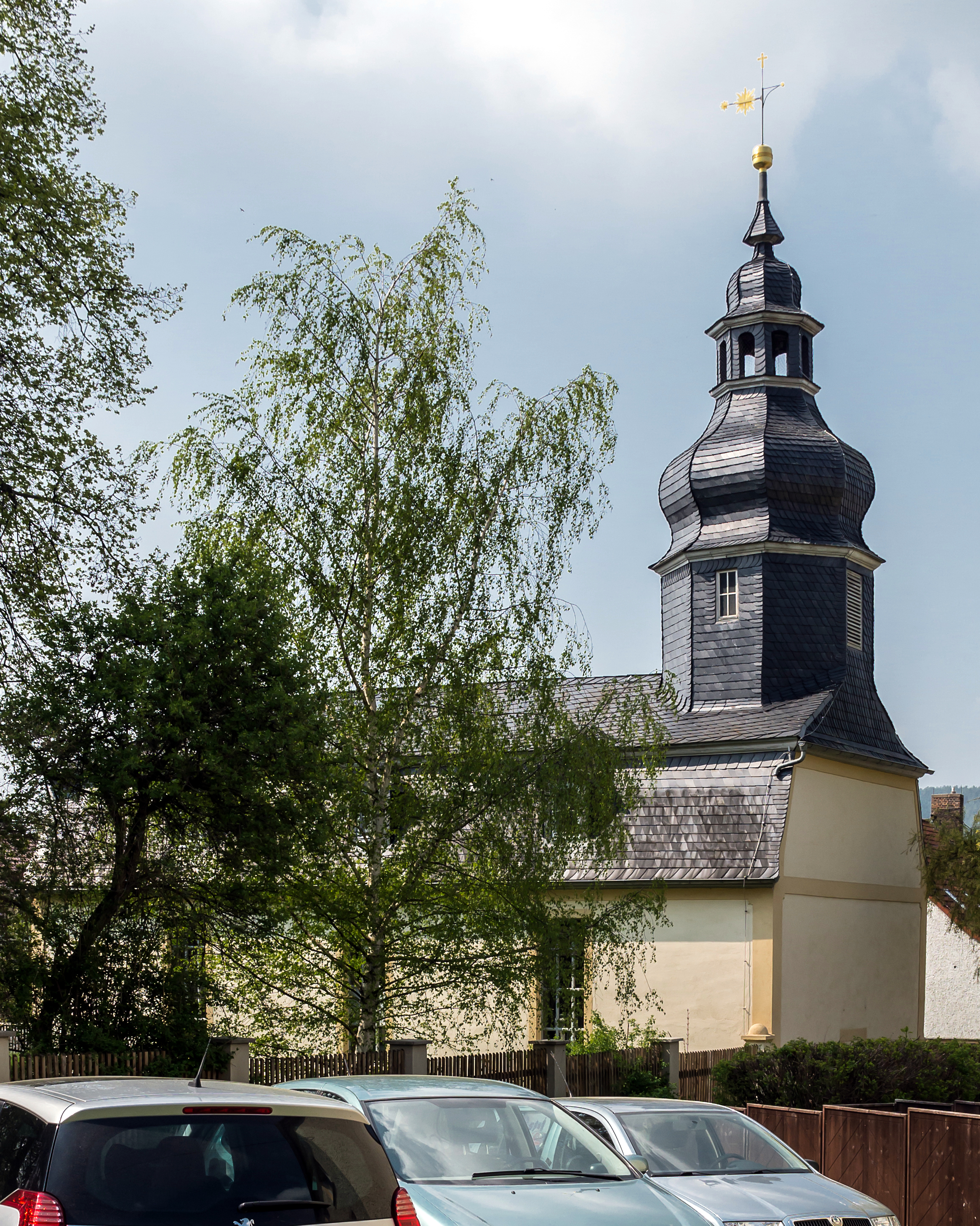
Dorfkirche Rockendorf

Die evangelisch-lutherische, denkmalgeschützte Kirche Rockendorf steht in Rockendorf, einem Ortsteil der Gemeinde Krölpa im Saale-Orla-Kreis von Thüringen. Die Kirchengemeinde Rockendorf gehört zum Kirchengemeindeverband Ranis-Gräfendorf im Kirchenkreis Schleiz der Evangelischen Kirche in Mitteldeutschland.

## Beschreibung
Nach mündlicher Überlieferung stand an dem Ort ursprünglich eine kleine Kapelle, die später abbrannte. Die kleine, mit einem Mansarddach bedeckte Saalkirche wurde 1781 errichtet. 
Sie hat im Osten einen achtseitigen, schiefergedeckten Dachreiter, auf dem eine gestaffelte Haube sitzt. In ihm hängen zwei Kirchenglocken aus Bronze, die kleinere wurde von Martin Rose 1725 gegossen, die größere trägt das Datum 1966. Über dem Portal steht das Datum des Neubaus. 
Der Innenraum des Kirchenschiffs hat zweigeschossige Emporen und ist mit einem stuckierten, mit einer zierlichen Engelfigur versehenen Spiegelgewölbe überspannt. Der Kanzelaltar aus der Bauzeit hat geschnitzte Wangen und ist mit Rocailles verziert. Er hat außerdem Schleierbretter mit Ornamenten des Rokoko. Das Altarretabel von ca. 1480 hat drei gotische Schnitzfiguren als Bekrönung. In der Mitte ist es Anna selbdritt, rechts und links stehen die heiligen Petrus und Paulus. Das aus Holz geschnitzte Taufbecken wird von einem Engel getragen. Am Aufgang zur Kanzel befindet sich ein Pfarrstand, der einst als Beichtstuhl diente. An ihm ist ein alter Opferstock angebracht. Auf ihm steht heute ein altes Kruzifix. Die Orgel mit 10 Registern, verteilt auf ein Manual und Pedal, wurde um 1825 (andere Quelle: Ende 19. Jh.) von einem unbekannten Orgelbauer errichtet.